# Emilio de Cárdenas Piera
Emilio de Cárdenas Piera (1926-2002) fue un investigador, historiador, genealogista y heraldista español.
Fue miembro de numerosas instituciones como el Instituto Salazar y Castro del Consejo Superior de Investigaciones Científicas, del Instituto Internacional de Genealogía y Heráldica, de la Real Academia Matritense de Heráldica y Genealogía.
Colaboró con la revista Hidalguía, publicada por la Real Asociación de Hidalgos de España, y varios de sus libros fueron publicados por la editorial de la Asociación, Ediciones Hidalguía.

## Publicaciones
- Catálogo de títulos nobiliarios: sacados de los legajos de Estado en el Archivo Histórico Nacional. Ediciones Hidalguía.[3]
- Expedientes de militares (siglos XVI al XIX), Madrid: Hidalguía, 1986
- Caballeros de la Orden de Santiago. Siglo XVIII, Madrid: Hidalguía, 1994-96
- Forjadores del imperio español, Madrid: Dykinson, 2001
- Indización de la colección de libros de registro del Archivo General Militar de Madrid. 2005[1]

## Honores

### Premios y condecoraciones
- Caballero de la Orden de Carlos III.
- Caballero de mérito de la Sagrada Orden Militar Constantiniana de San Jorge.
- Premio “Marqués de Desio” de Investigaciones Históricas sobre Títulos Nobiliarios.
- Premio “García de la Pedrosa” de Investigación Sociológica sobre Reales Maestranzas.
- Infanzón de la Imperial Villa de Illescas, Cofradía de Nuestra Señora de la Caridad.